# Albánia madárfajainak listája

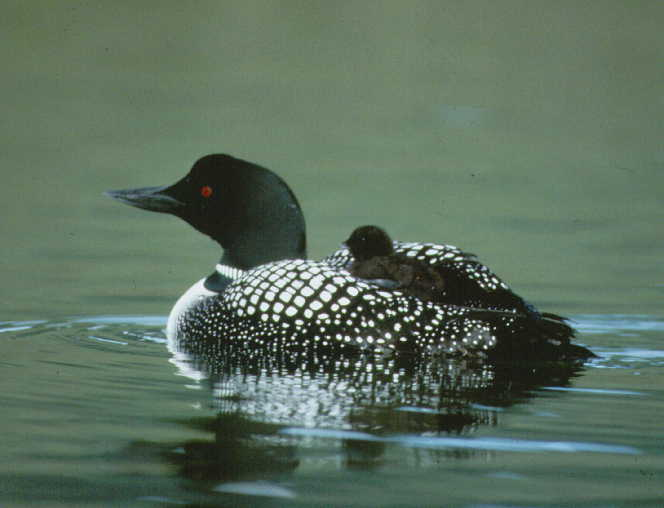
Jeges búvár

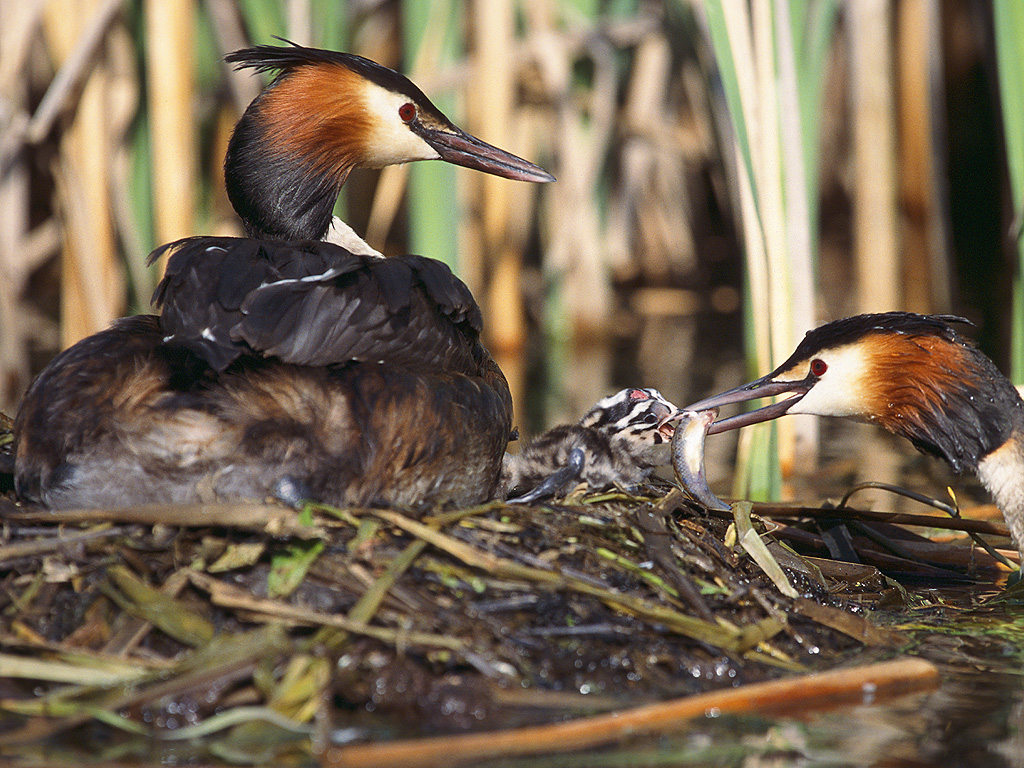
Búbos vöcsök

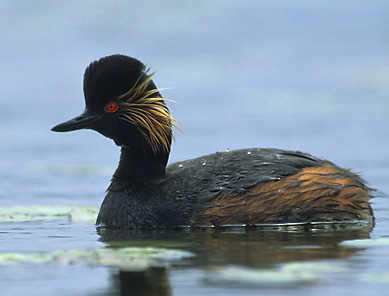
Feketenyakú vöcsök

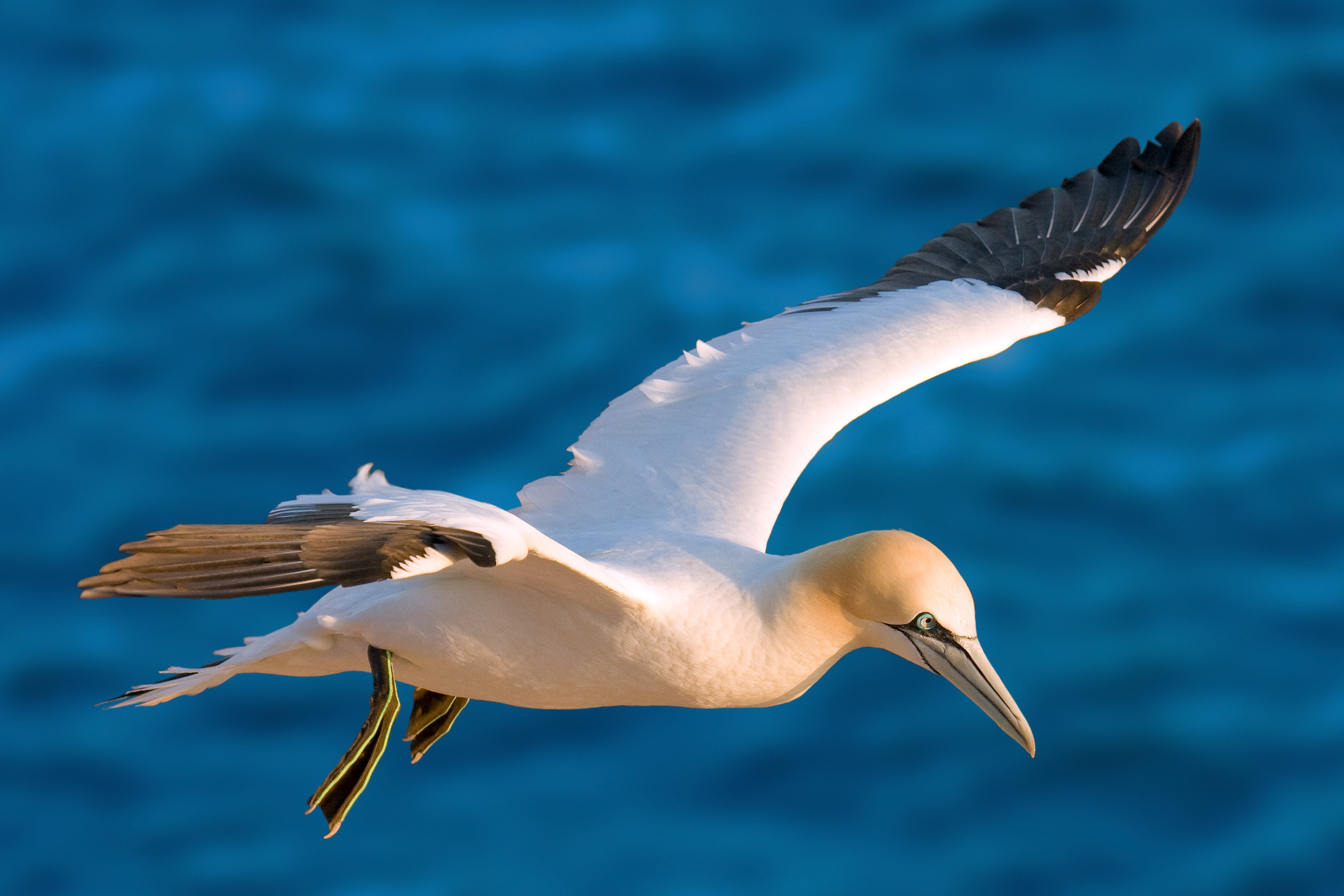
Szula

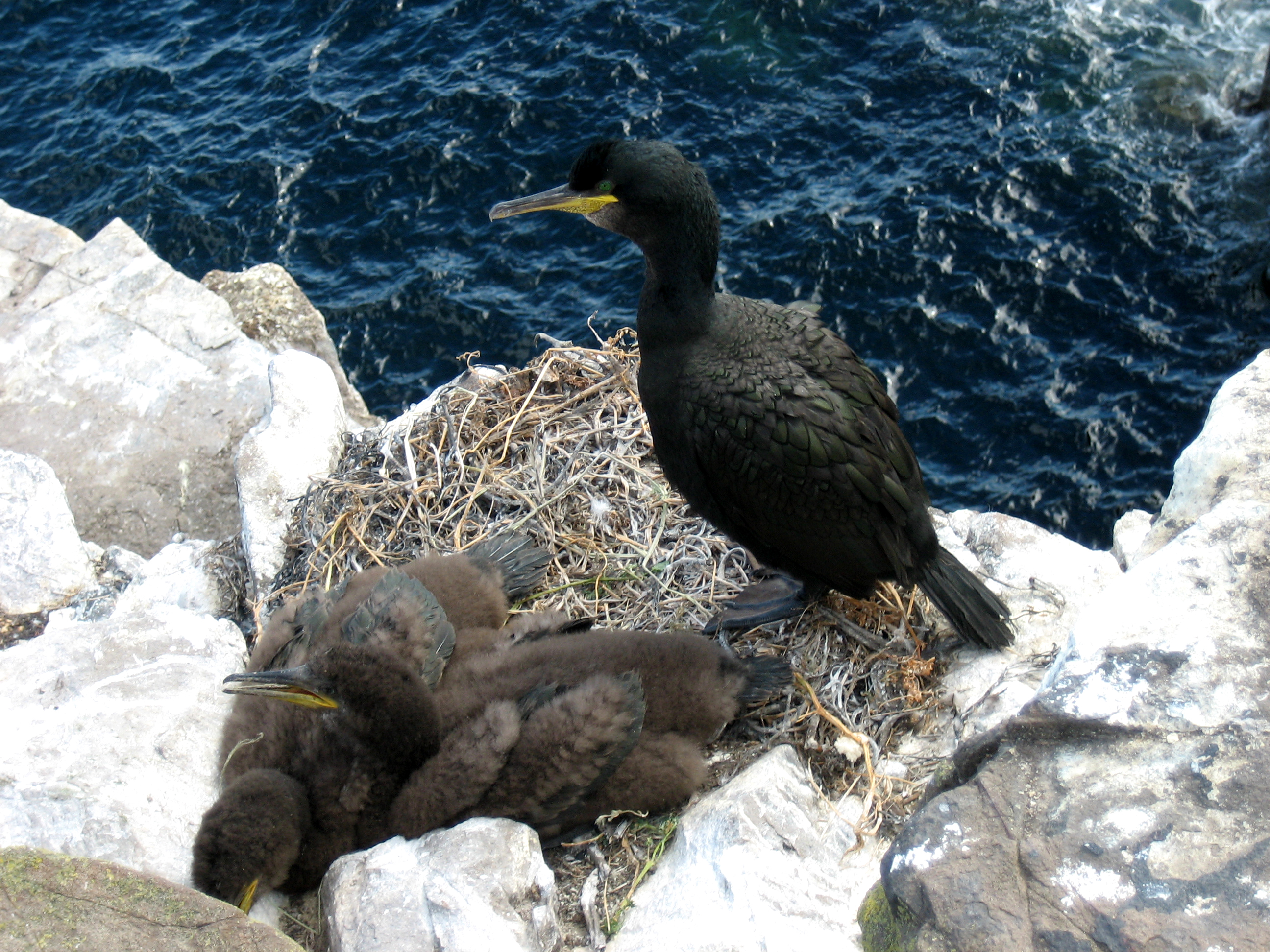
Üstökös kárókatona

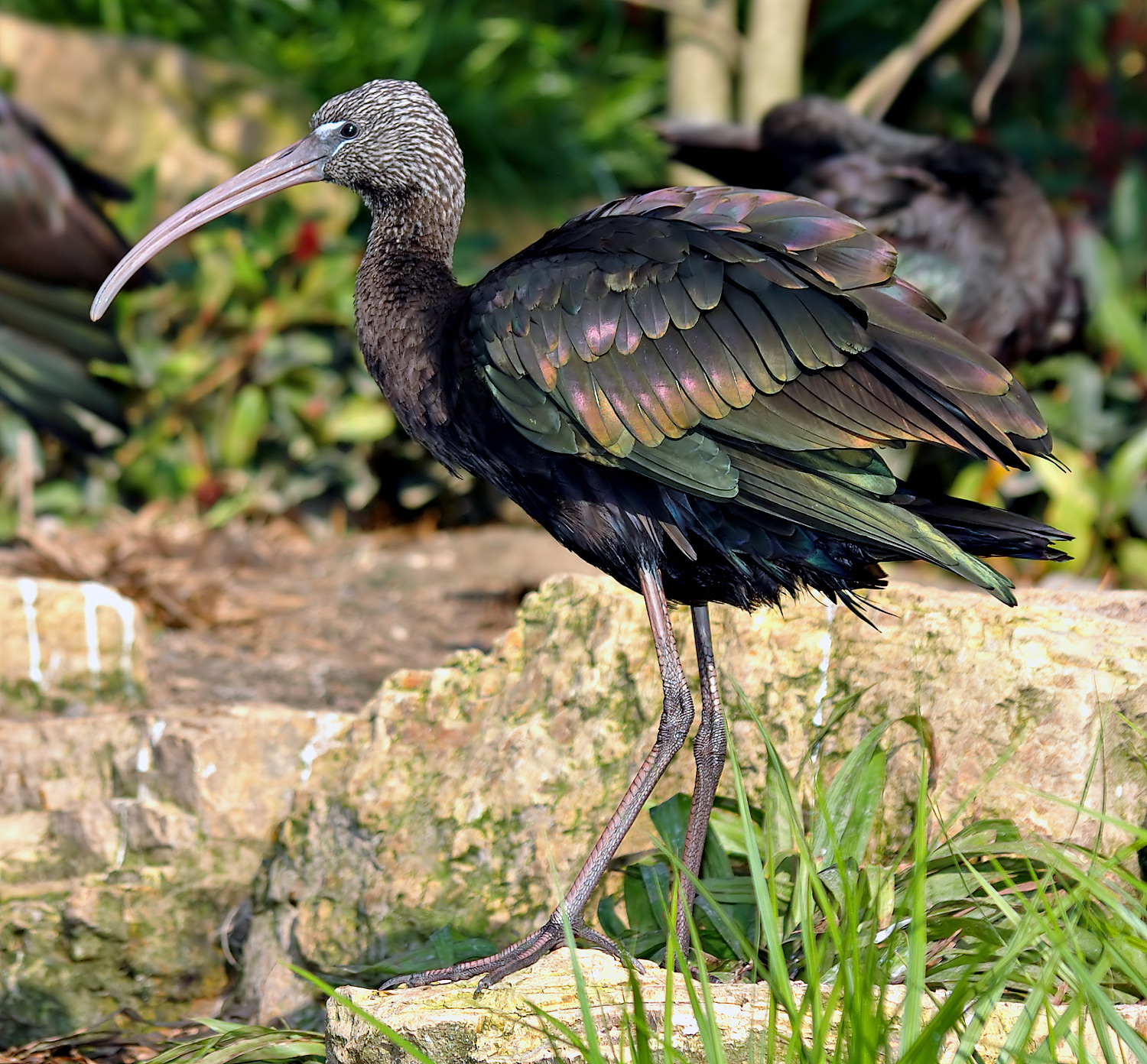
Batla

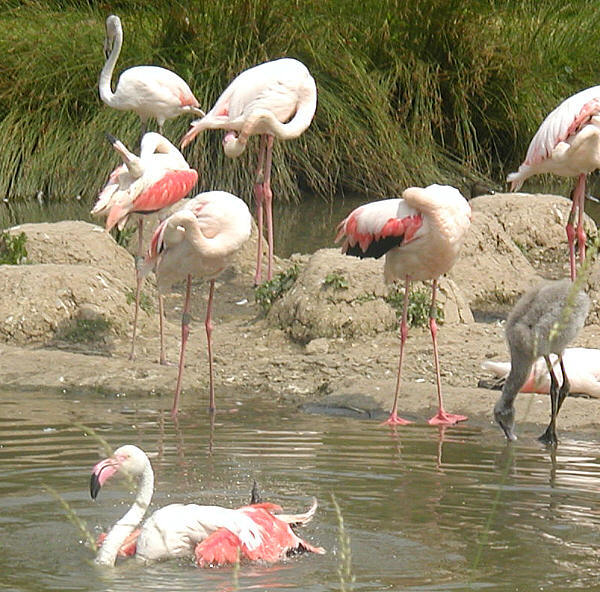
Rózsás flamingó

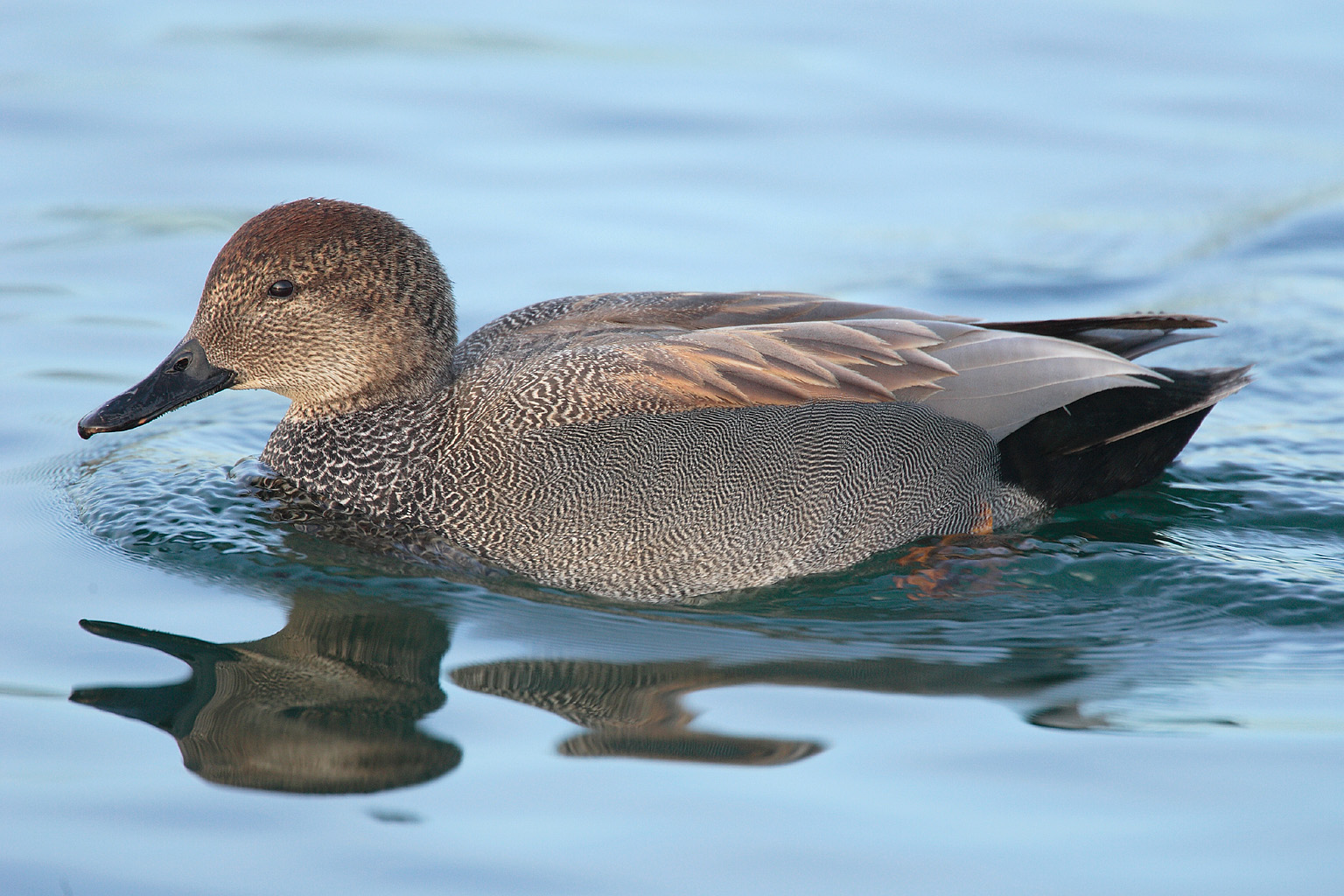
Kendermagos réce

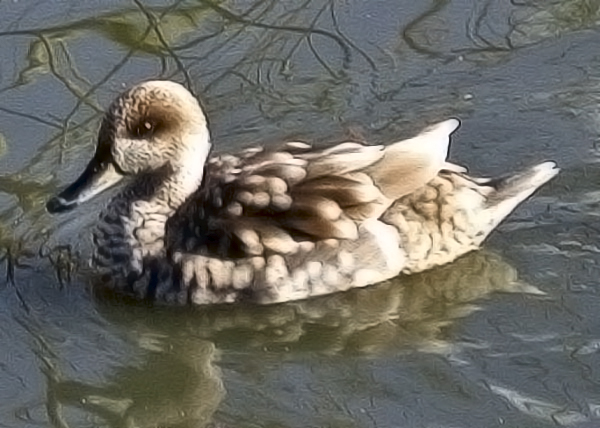
Márványos réce

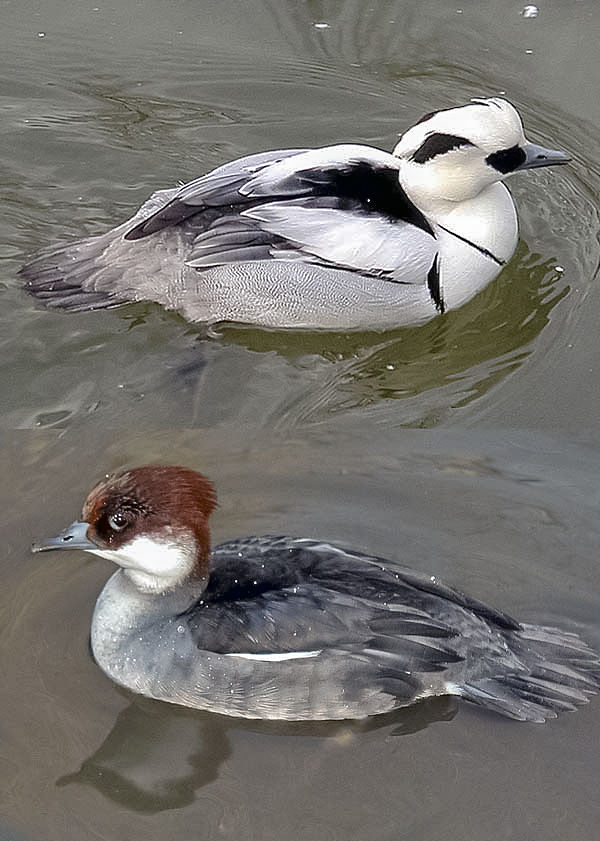
Kis bukó

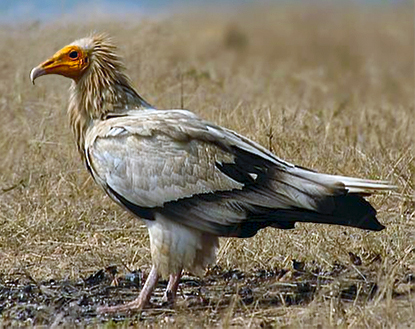
Dögkeselyű

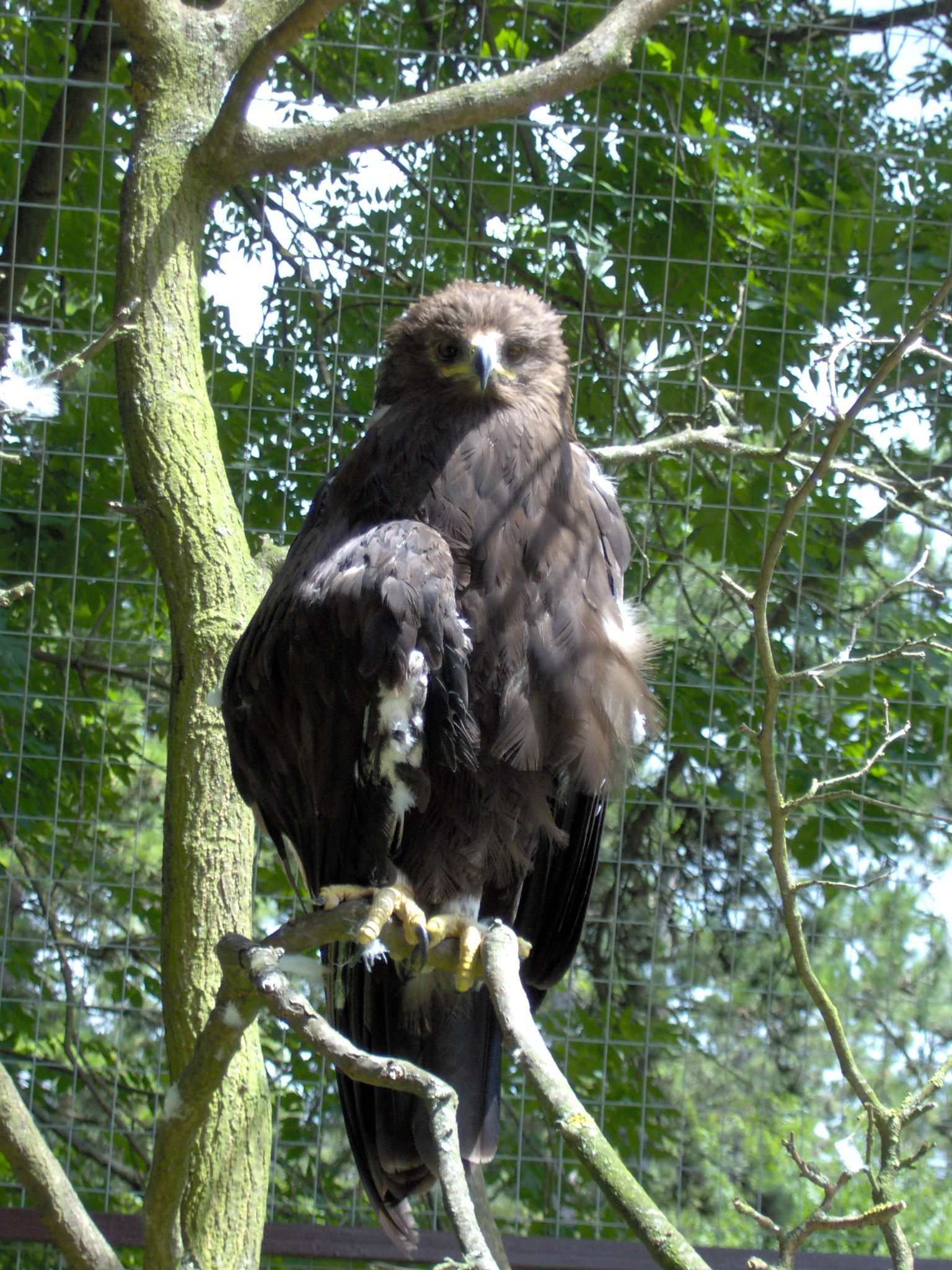
Parlagi sas

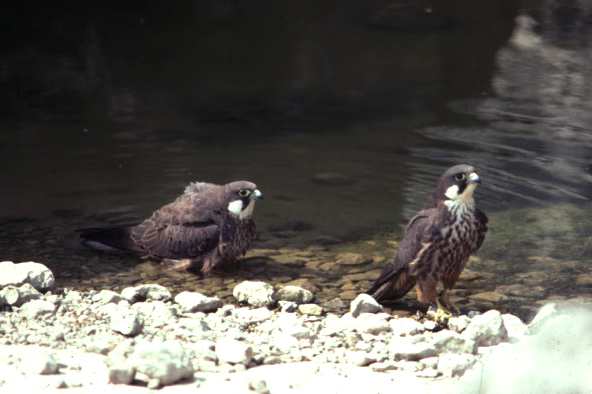
Eleonóra-sólyom

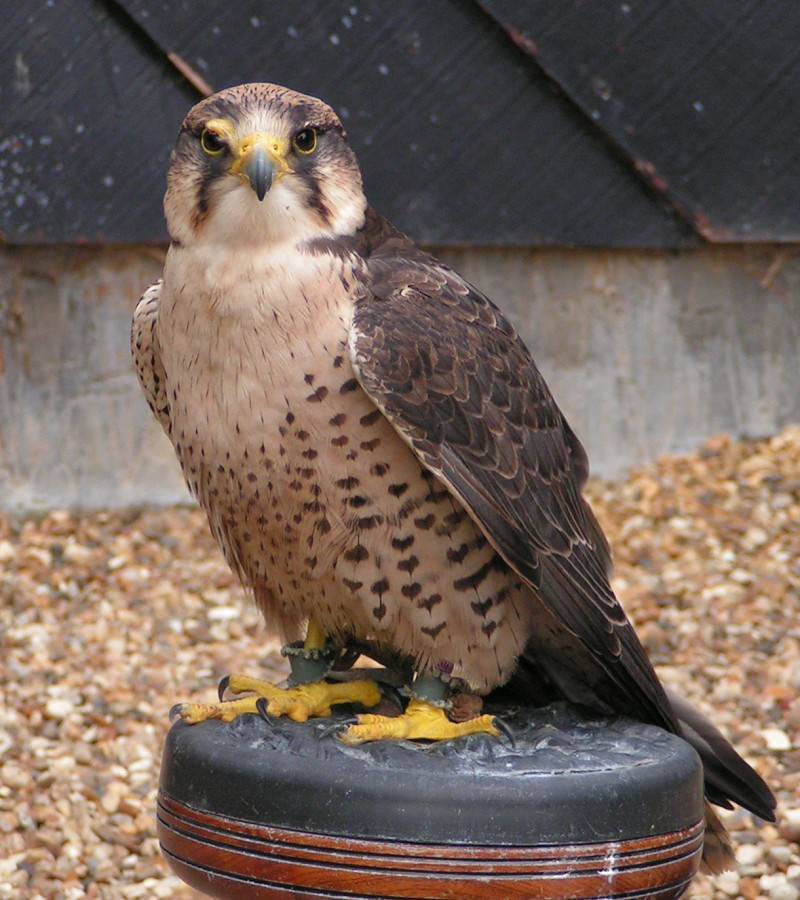
Feldegg-sólyom

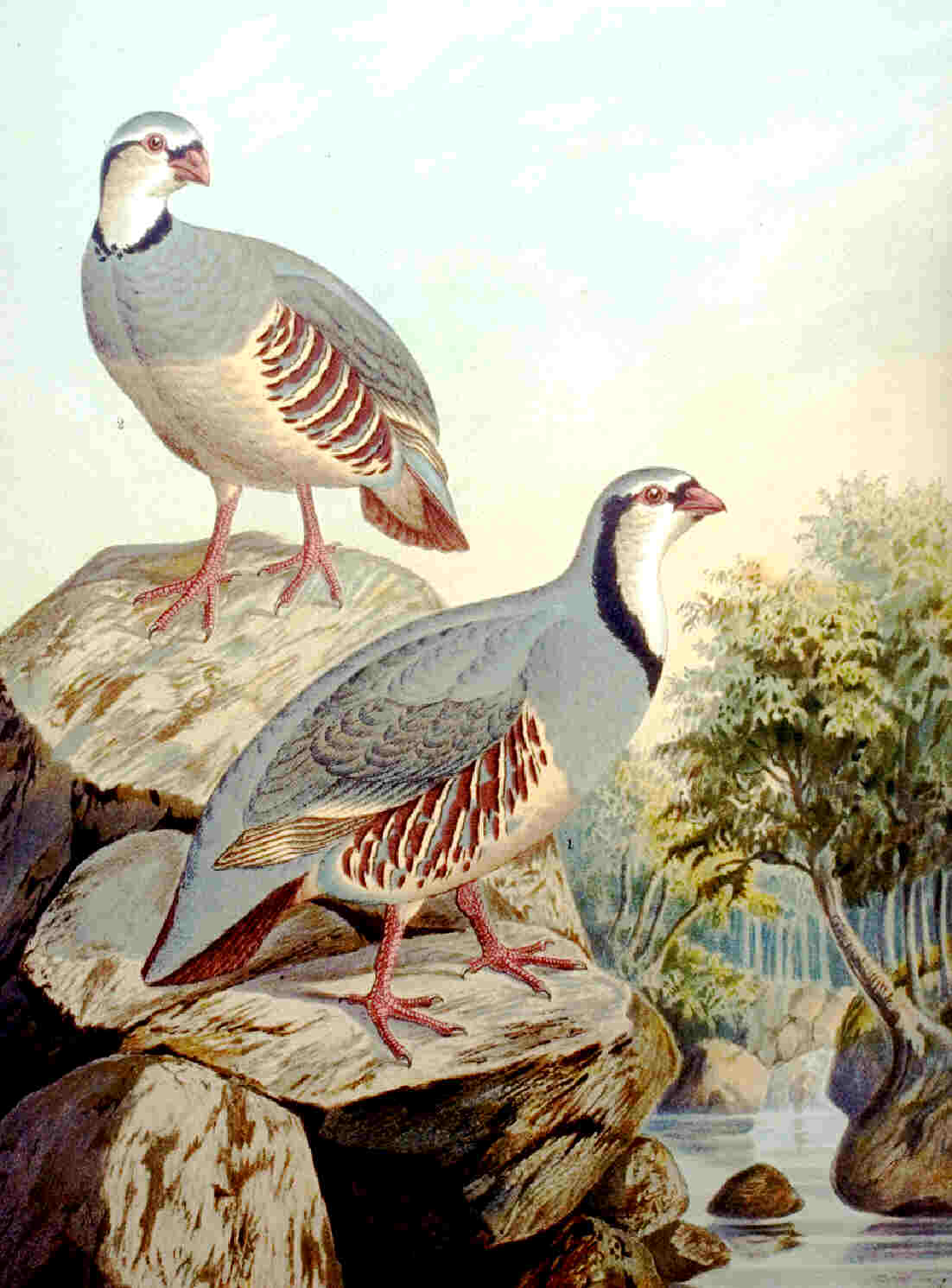
Szirtifogoly

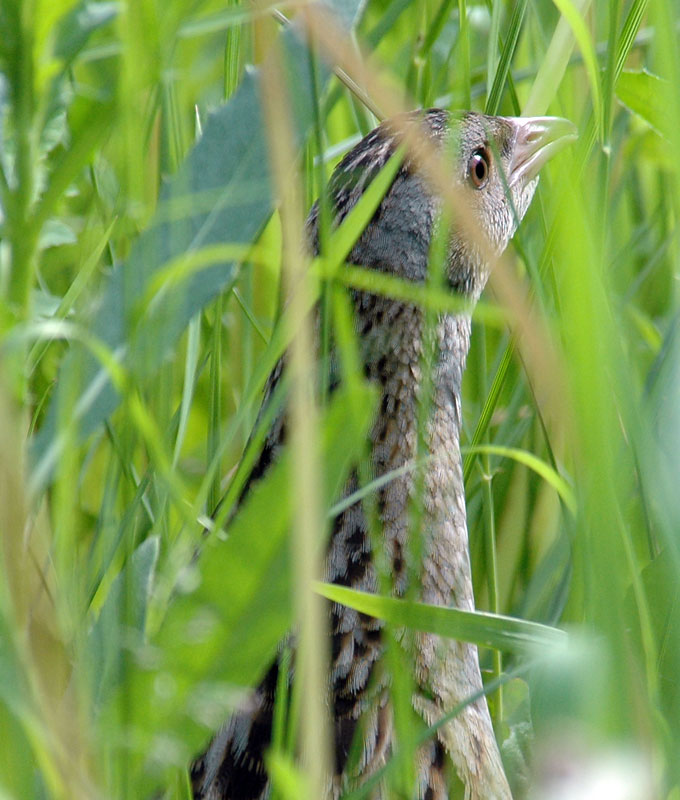
Haris

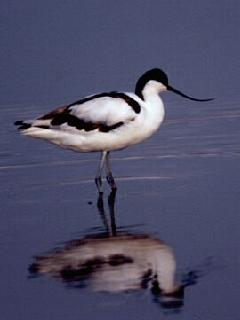
Gulipán

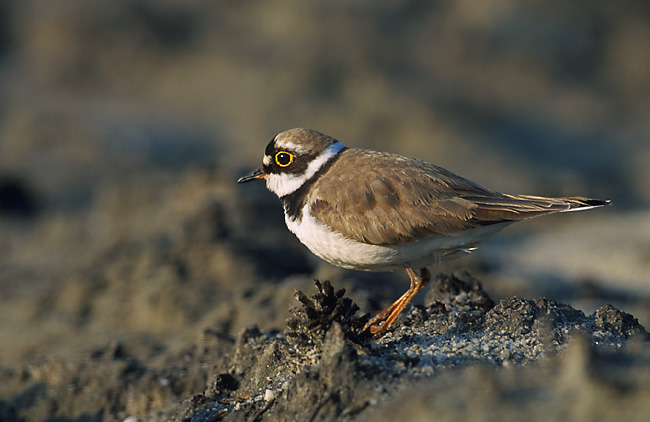
Kis lile

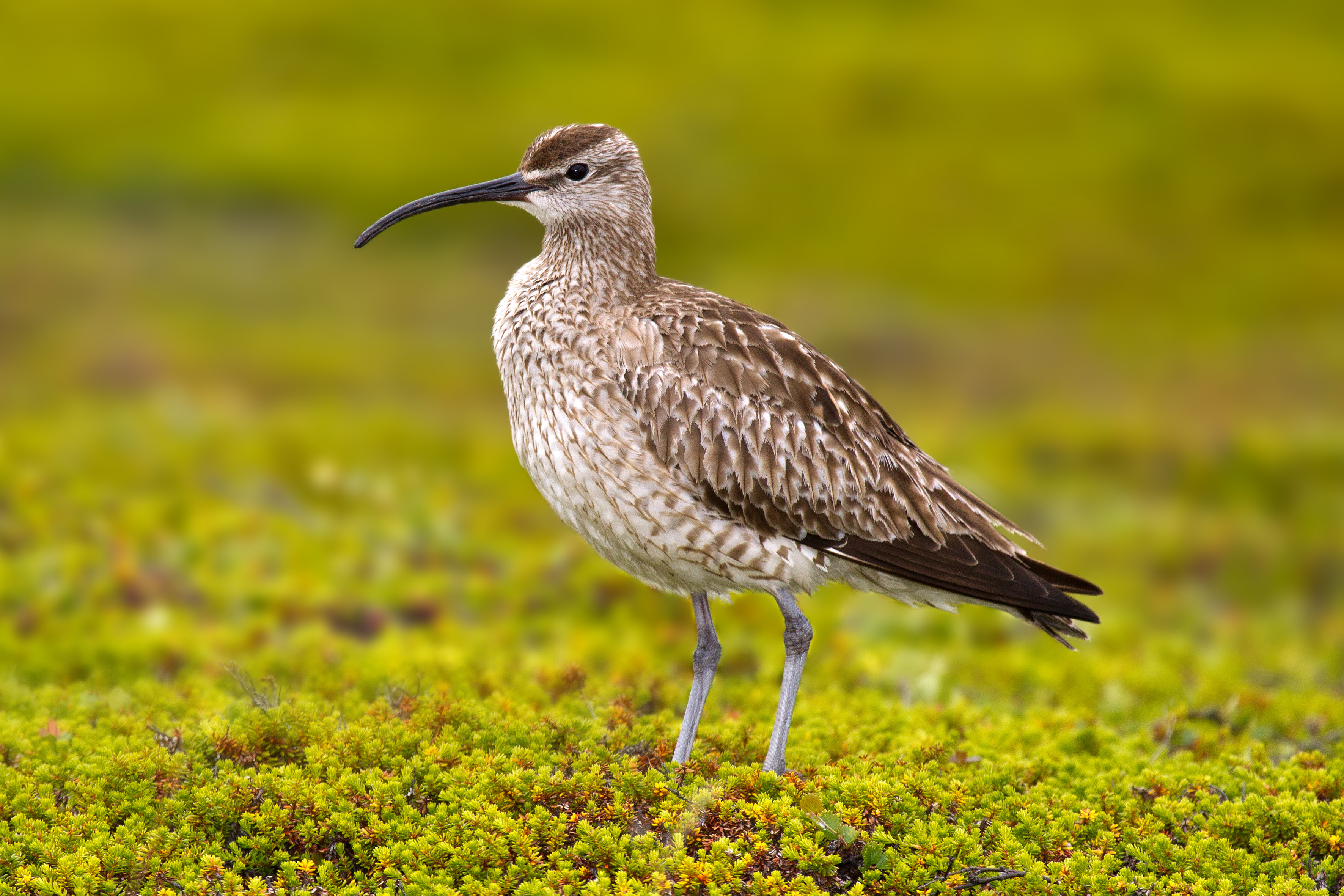
Kis póling

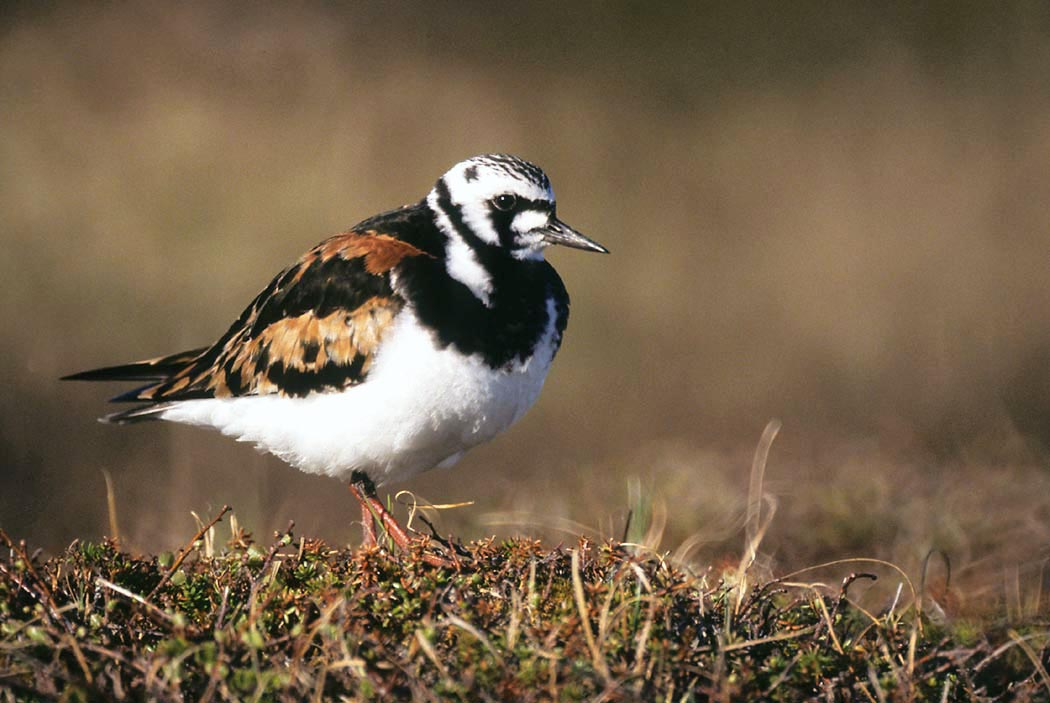
Kőforgató

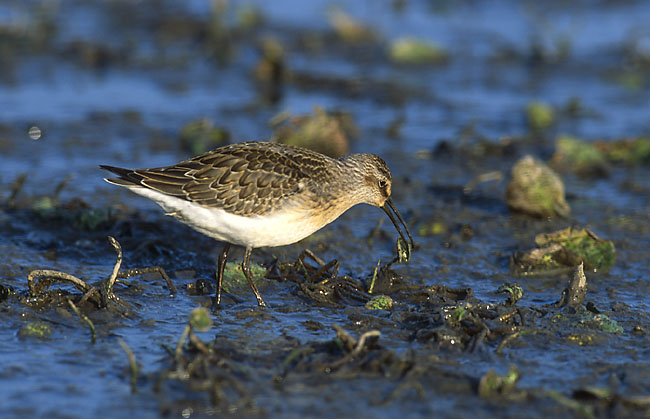
Sarlós partfutó

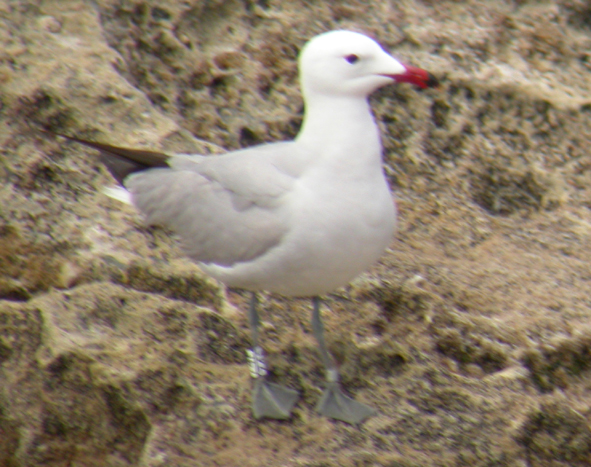
Korallsirály

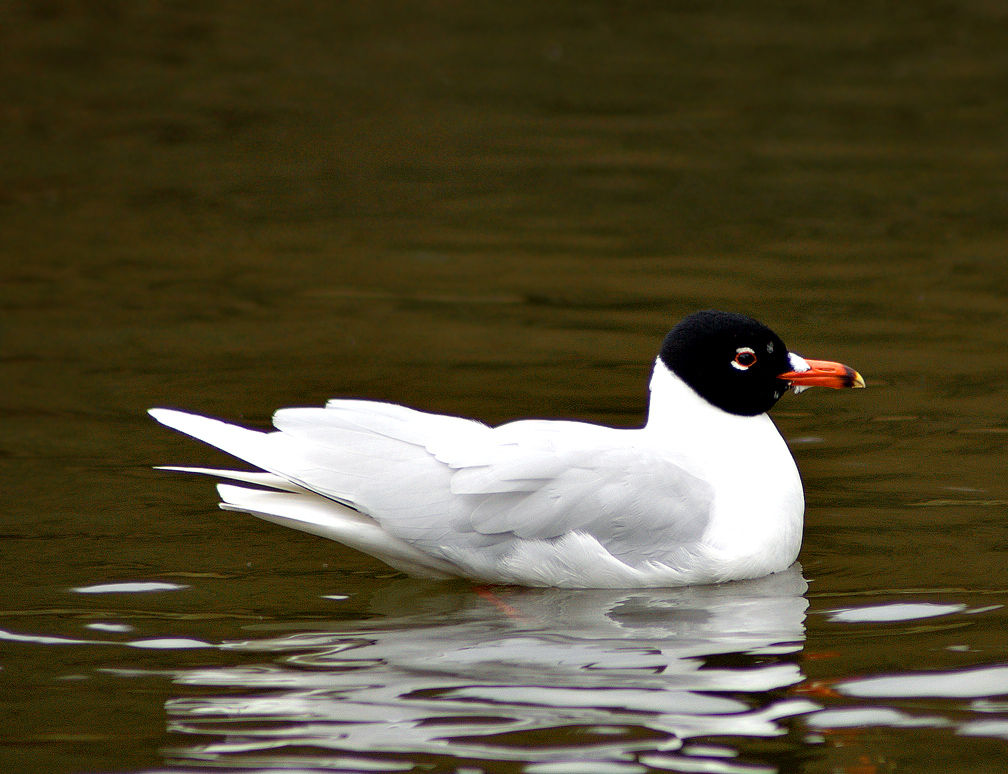
Szerecsensirály

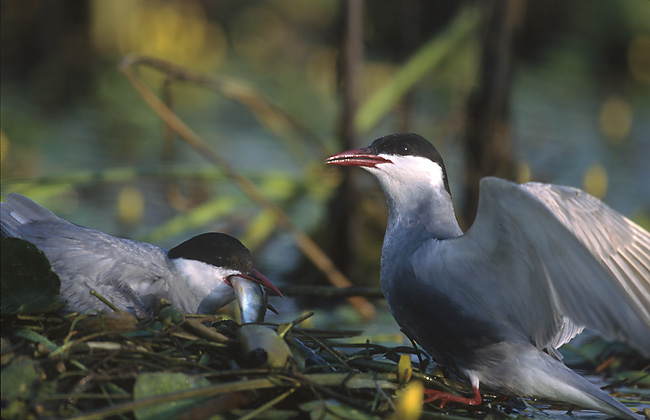
Fattyúszerkő

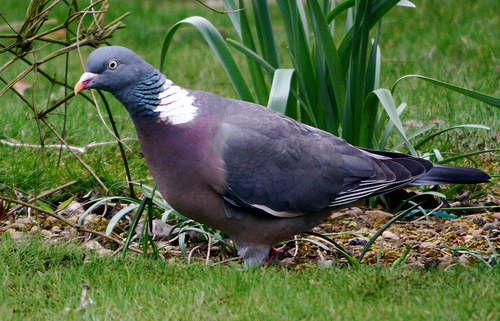
Örvös galamb

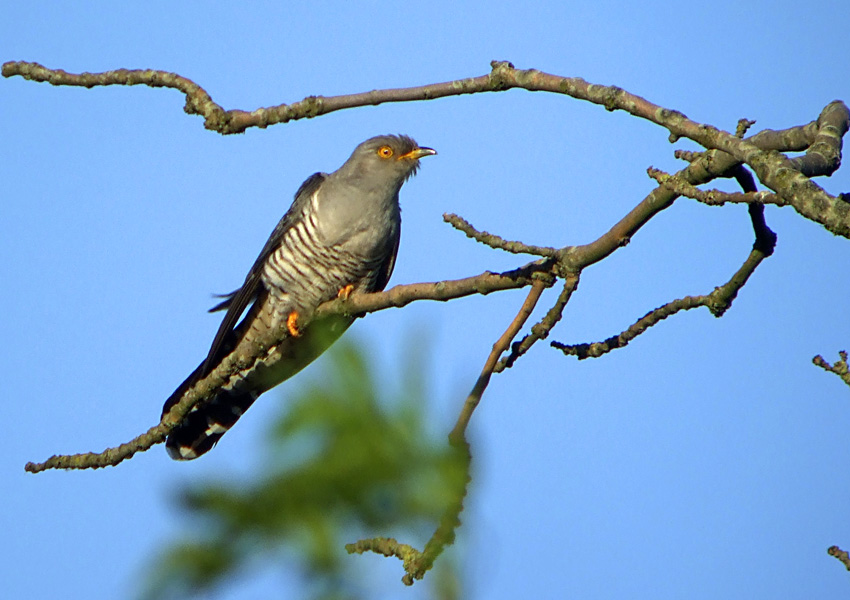
Kakukk

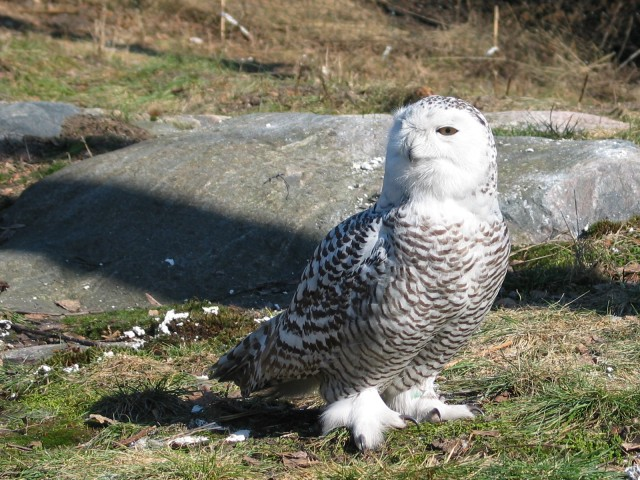
Hóbagoly

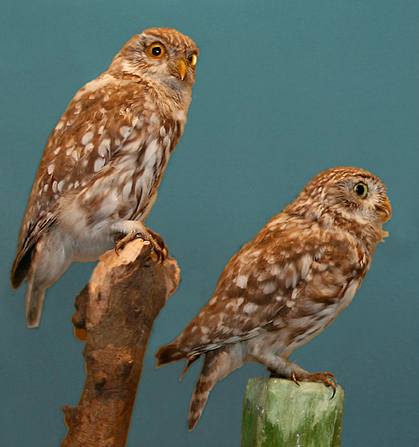
Kuvik

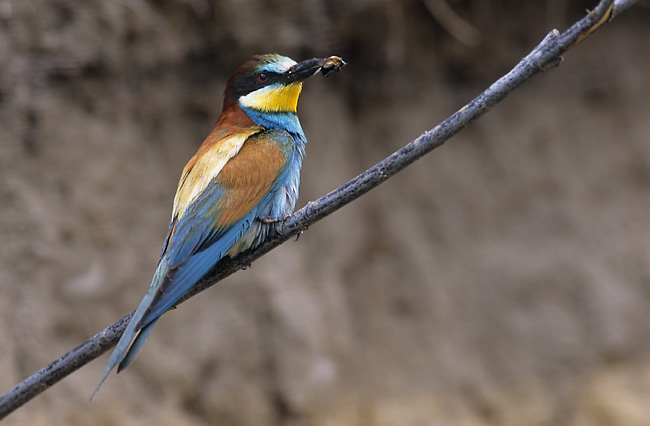
Gyurgyalag

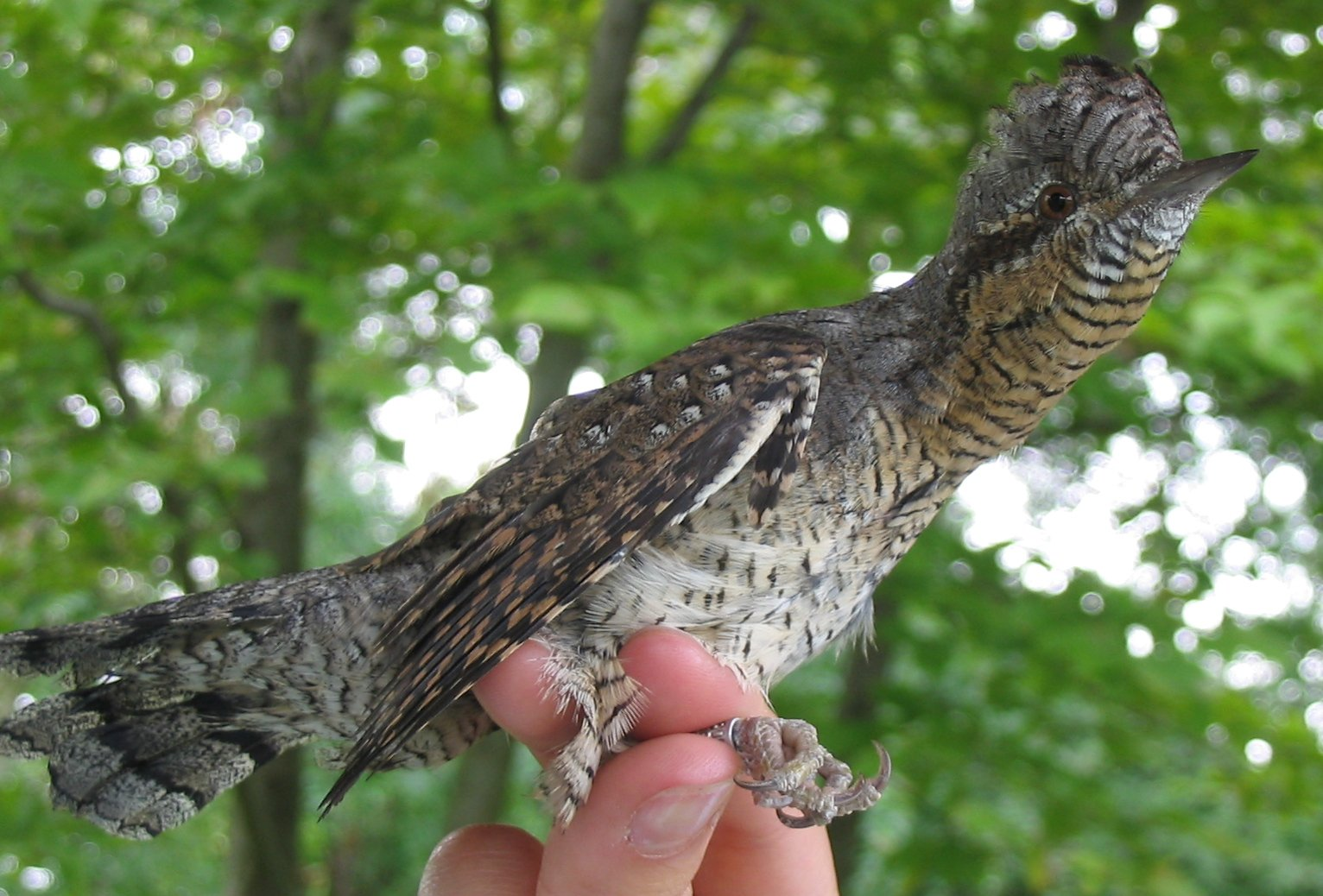
Nyaktekercs

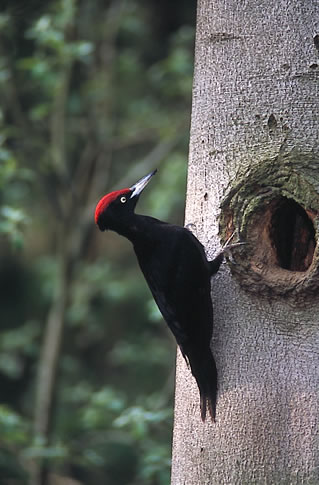
Fekete harkály

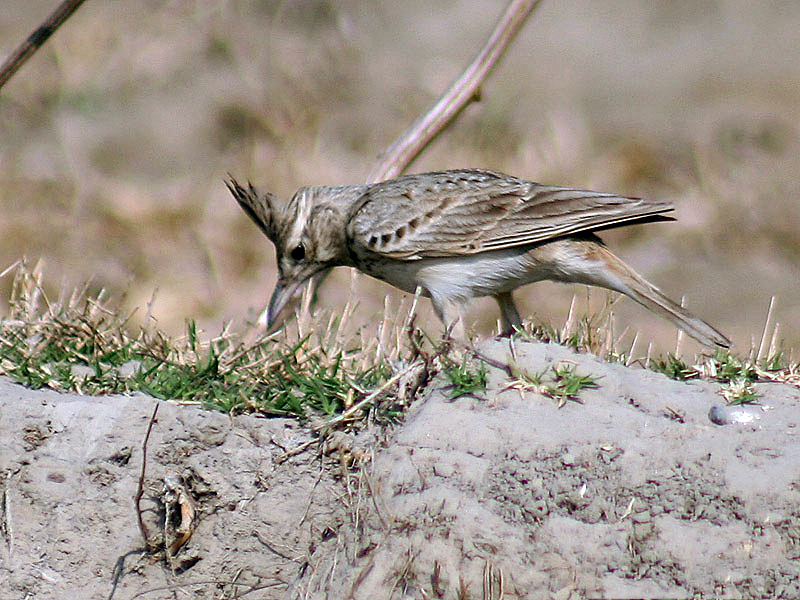
Búbos pacsirta

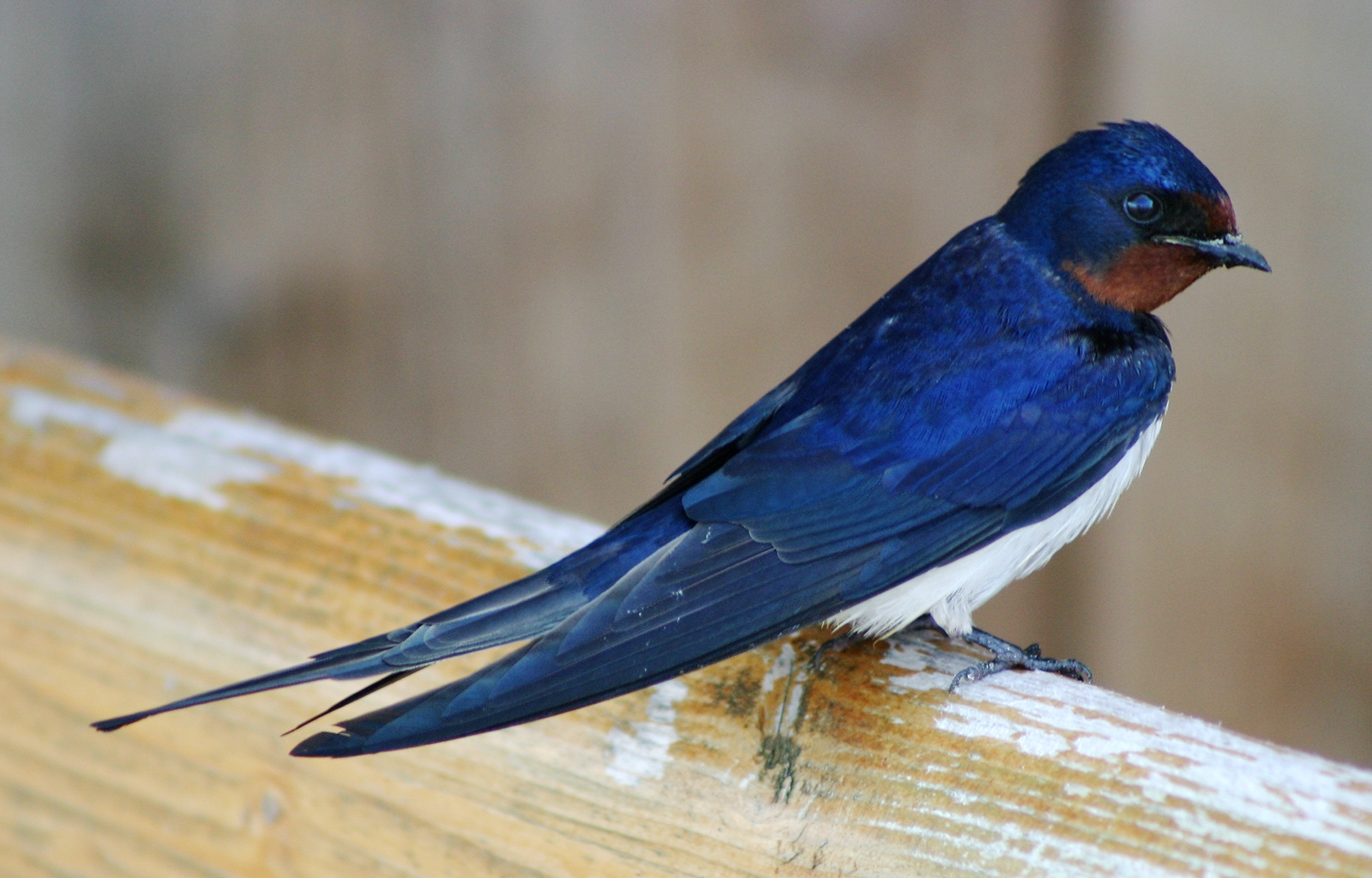
Füsti fecske

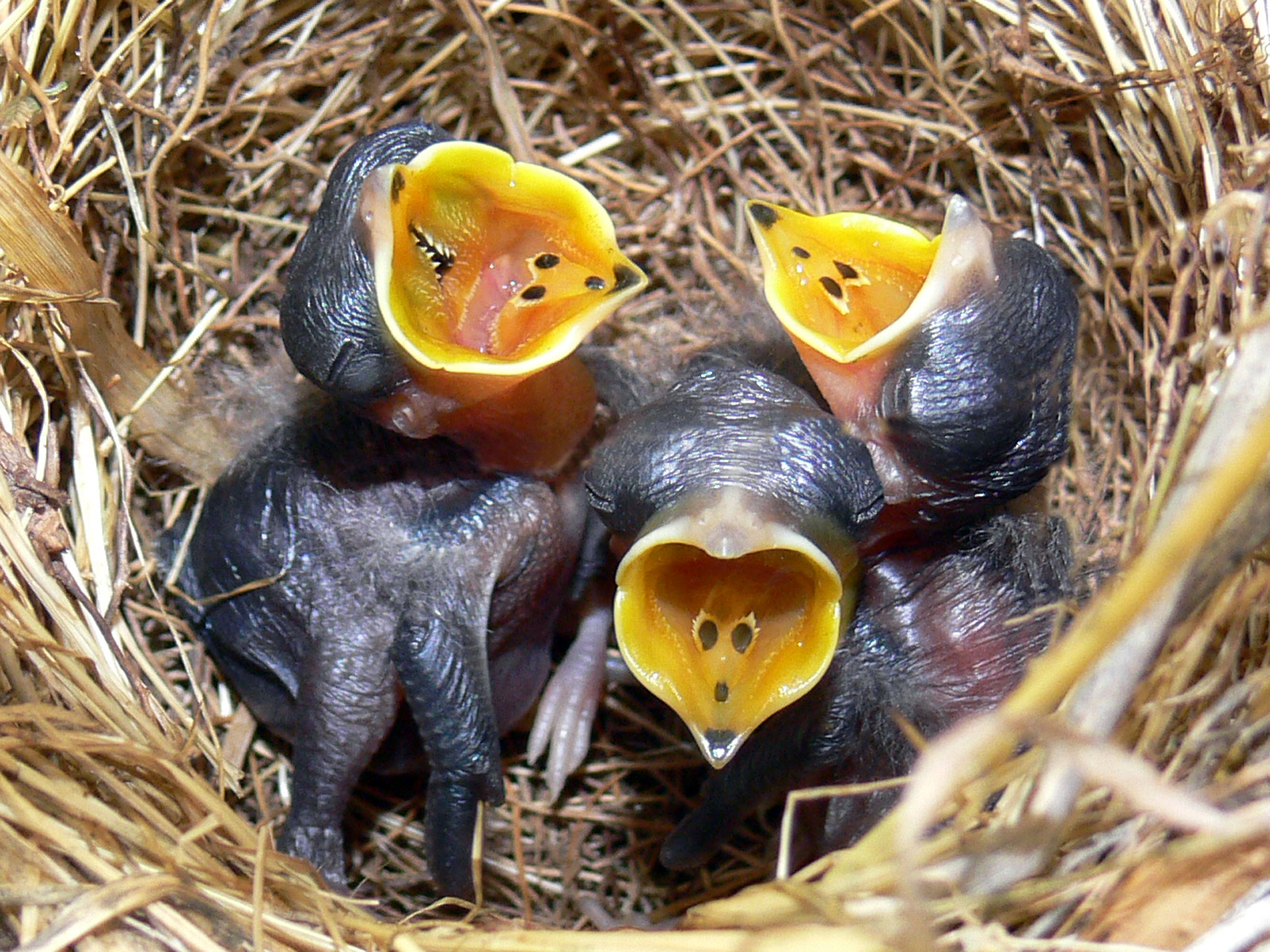
Sarkantyús pityer fiókák

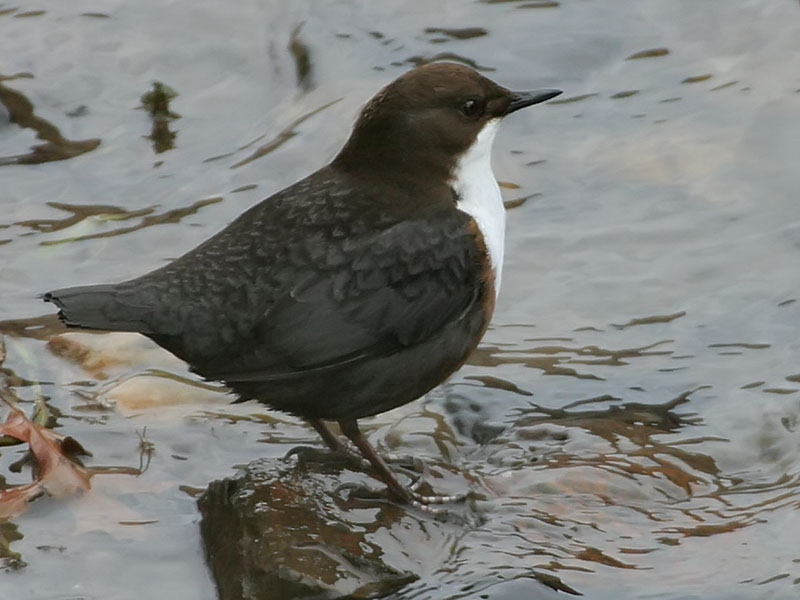
Vízirigó

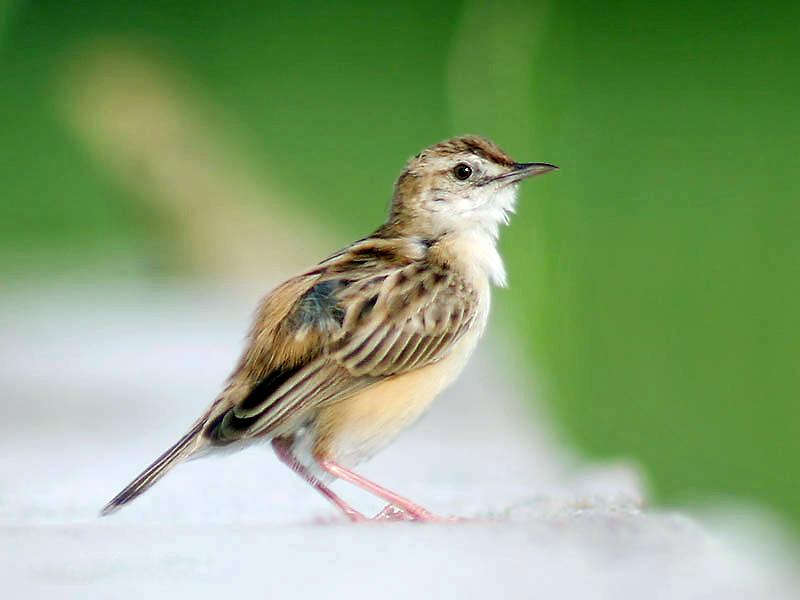
Szuharbújó

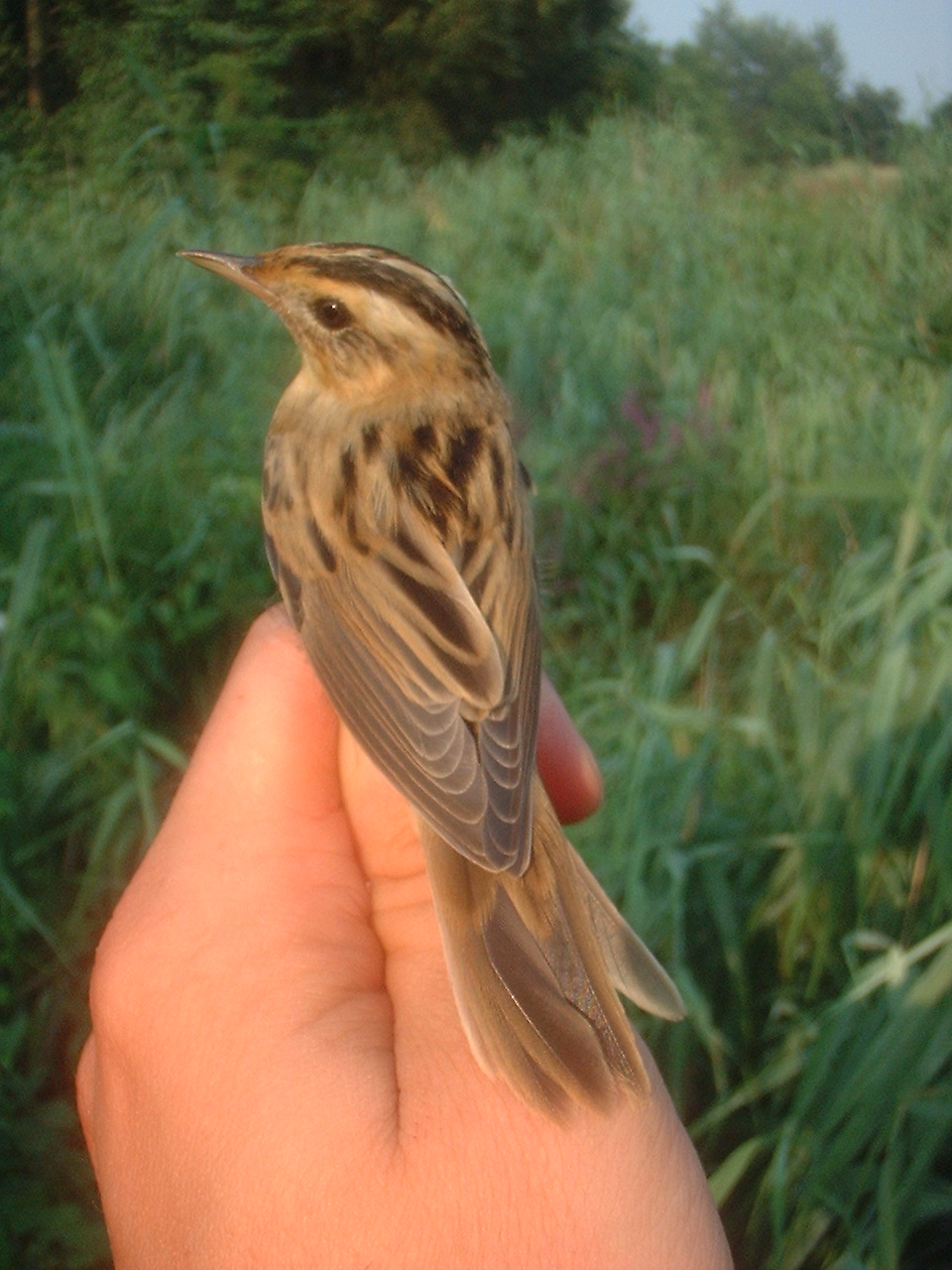
Csíkosfejű nádiposzáta

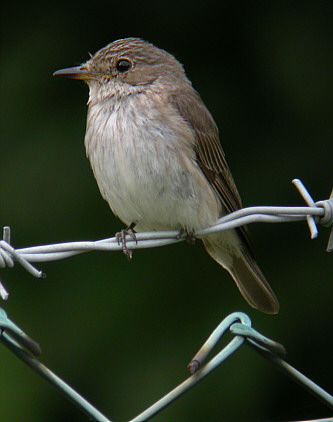
Szürke légykapó

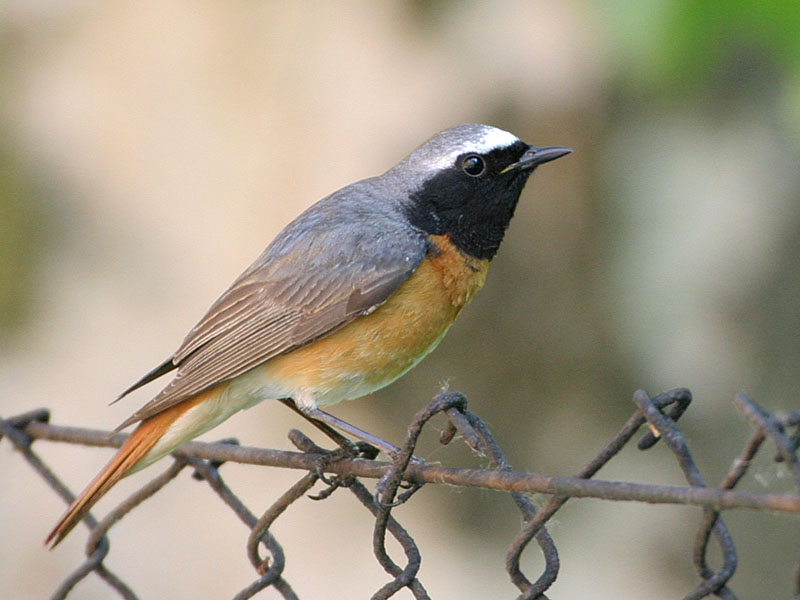
Kerti rozsdafarkú

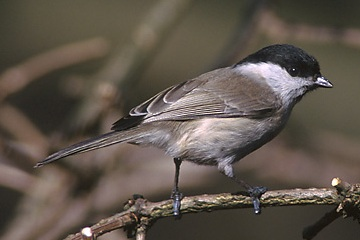
Kormosfejű cinege

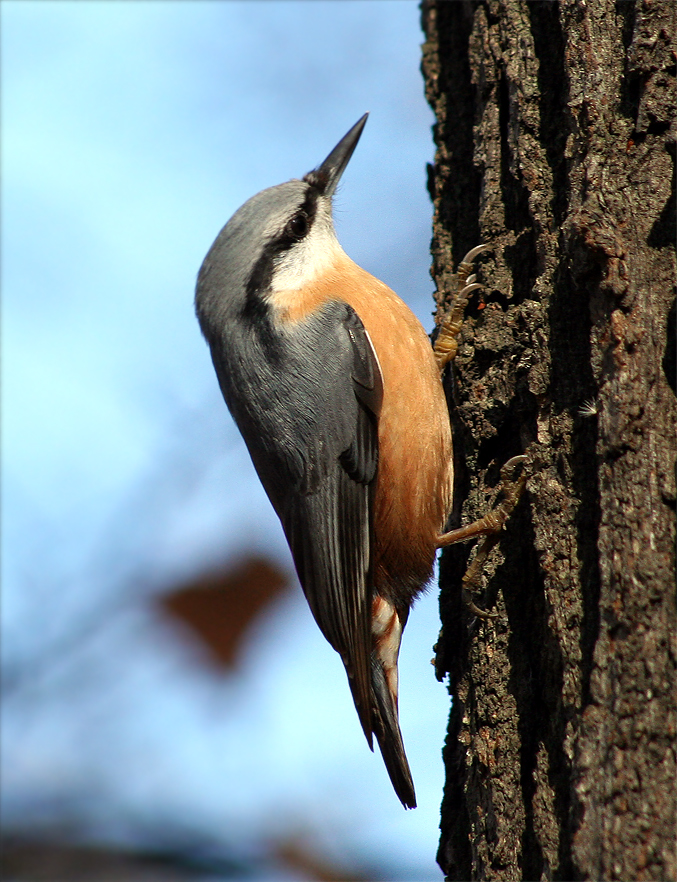
Csuszka

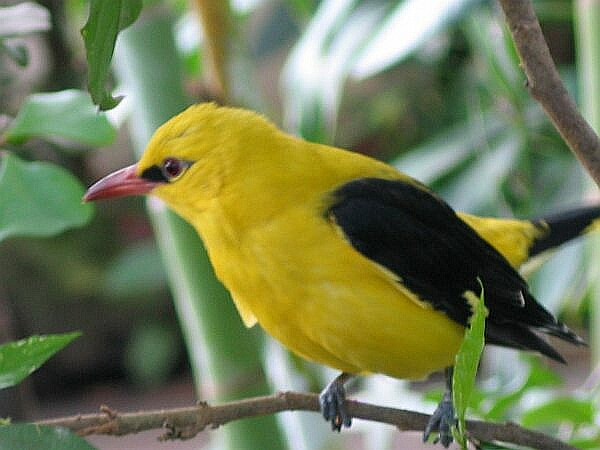
Sárgarigó

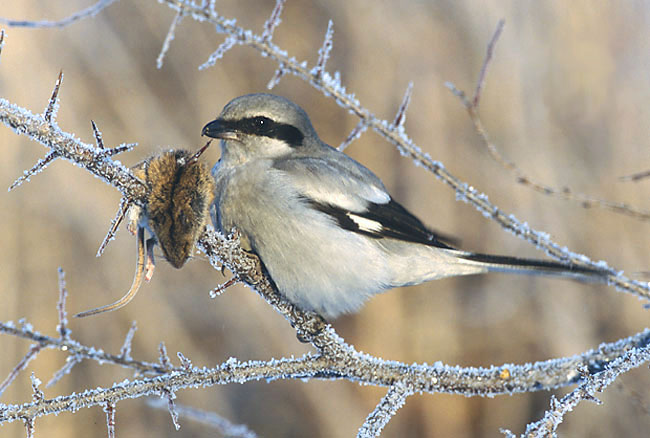
Nagy őrgébics

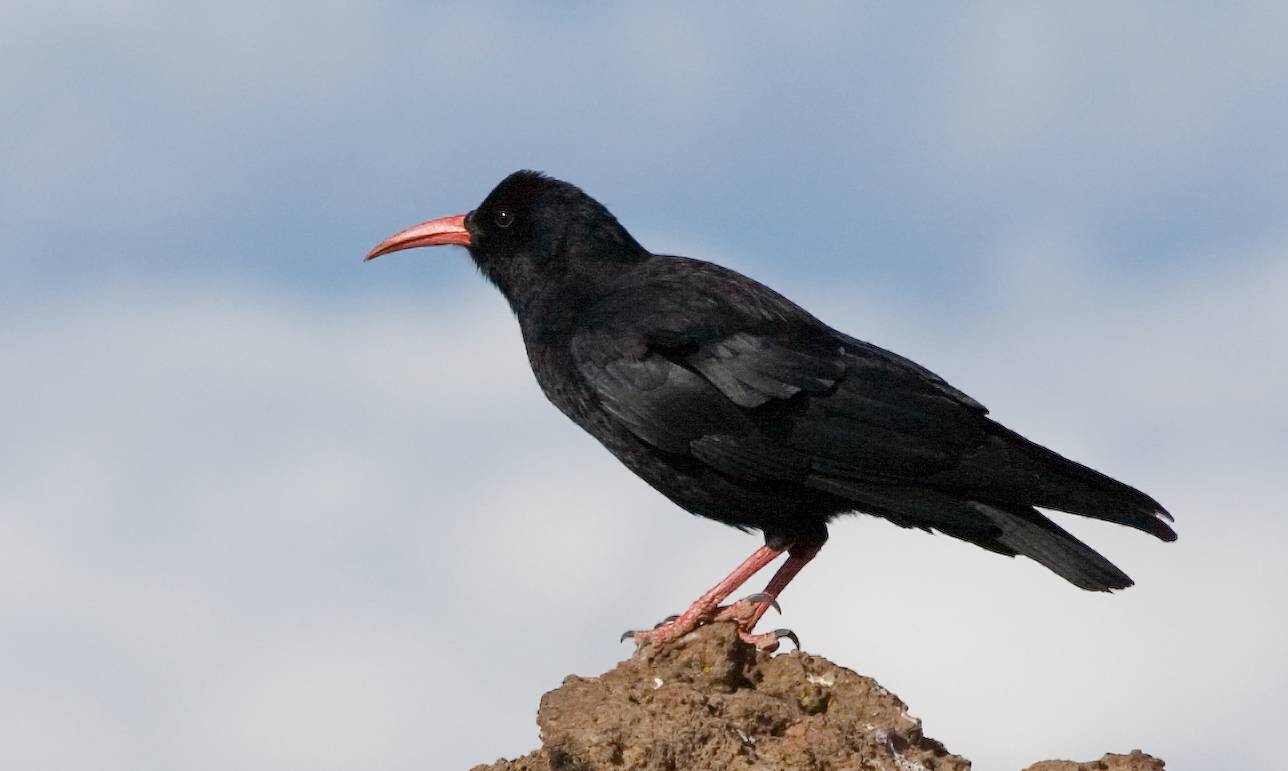
Havasi varjú

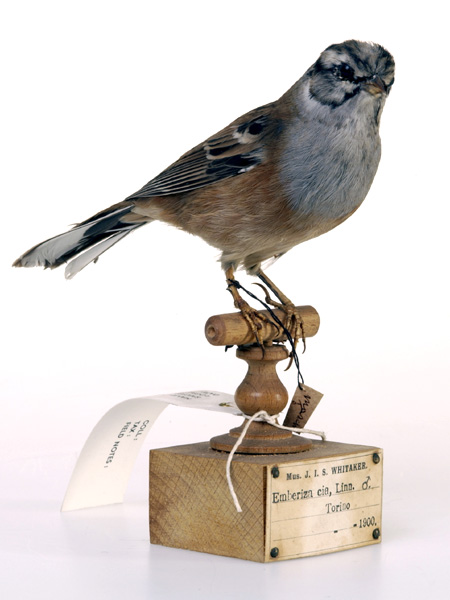
Bajszos sármány

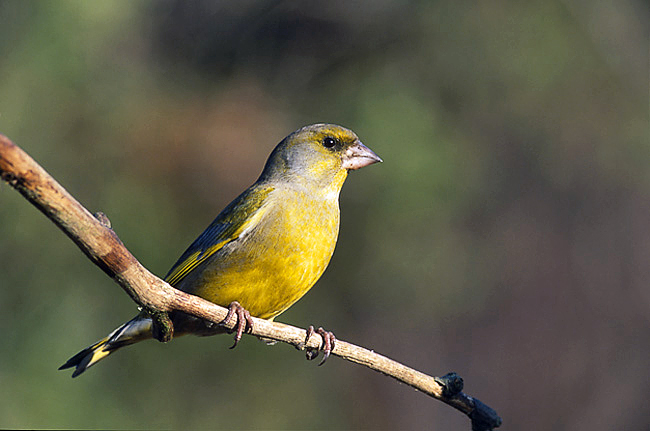
Zöldike

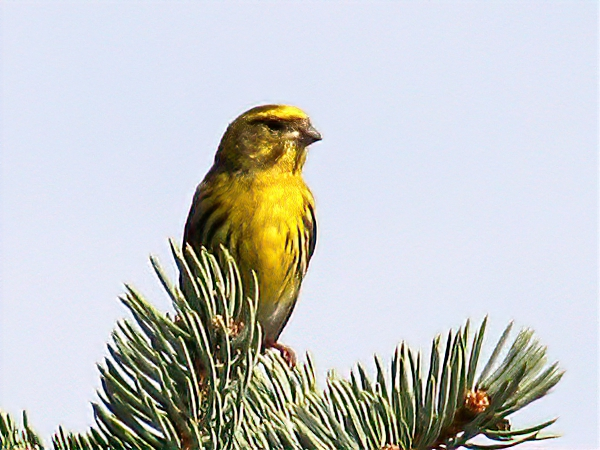
Csicsörke

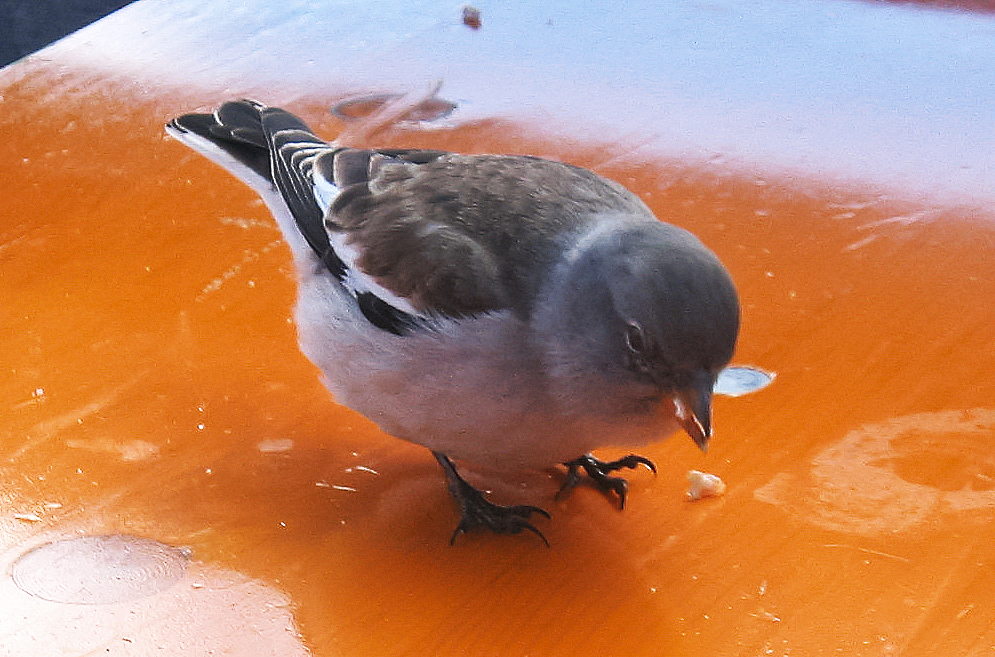
Havasi pinty

A világon élő mintegy 10 000 madárfaj közül Albániában jelenleg 344 fajt tartanak nyilván.

## búváralakúak(Gaviiformes)

### búvárfélék(Gaviidae)
- északi búvár (Gavia stellata)
- sarki búvár (Gavia arctica)
- jeges búvár (Gavia immer)

## vöcsökalakúak(Podicipediformes)

### vöcsökfélék(Podicipedidae)
- kis vöcsök (Tachybaptus ruficollis)
- búbos vöcsök (Podiceps cristatus)
- vörösnyakú vöcsök (Podiceps grisegena)
- füles vöcsök (Podiceps auritus)
- feketenyakú vöcsök (Podiceps nigricollis)

## viharmadár-alakúak(Procellariiformes)

### viharfecskefélék(Hydrobatidae)
- európai viharfecske (Hydrobates pelagicus)

## gödényalakúak(Pelecaniformes)

### gödényfélék(Pelecanidae)
- rózsás gödény (Pelecanus onocrotalus)
- borzas gödény (Pelecanus crispus)

### szulafélék(Sulidae)
- szula (Morus bassanus)

### kárókatonafélék(Phalacrocoracidae)
- nagy kárókatona (Phalacrocorax carbo)
- üstökös kárókatona (Phalacrocorax aristotelis)
- kis kárókatona (Phalacrocorax pygmeus)

## gólyaalakúak(Ciconiiformes)

### gémfélék(Ardeidae)
- szürke gém (Ardea cinerea)
- vörös gém (Ardea purpurea)
- nagy kócsag (Egretta alba) vagy (Ardea alba)
- kis kócsag (Egretta garzetta)
- pásztorgém (Bubulcus ibis)
- bakcsó (Nycticorax nycticorax)
- bölömbika (Botaurus stellaris)

### gólyafélék(Ciconiidae)
- fekete gólya (Ciconia nigra)
- fehér gólya (Ciconia ciconia)

### íbiszfélék(Threskiornithidae)
- batla (Plegadis falcinellus)
- kanalasgém (Platalea leucorodia)

## flamingóalakúak(Phoenicopteriformes)

### flamingófélék(Phoenicopteridae)
- rózsás flamingó (Phoenicopterus ruber) vagy (Phoenicopterus roseus)

## lúdalakúak(Anseriformes)

### récefélék(Anatidae)
- bütykös hattyú (Cygnus olor)
- énekes hattyú (Cygnus cygnus)
- kis hattyú (Cygnus columbianus)
- vetési lúd (Anser fabalis)
- rövidcsőrű lúd (Anser brachyrhynchus)
- nagy lilik (Anser albifrons)
- kis lilik (Anser erythropus)
- nyári lúd (Anser anser)
- vörösnyakú lúd (Branta ruficollis)
- vörös ásólúd (Tadorna ferruginea)
- bütykös ásólúd (Tadorna tadorna)
- fütyülő réce (Anas penelope)
- kendermagos réce (Anas strepera)
- csörgő réce (Anas crecca)
- tőkés réce (Anas platyrhynchos)
- nyílfarkú réce (Anas acuta)
- böjti réce (Anas querquedula)
- kanalas réce (Anas clypeata)
- márványos réce (Marmaronetta angustirostris)
- üstökösréce (Netta rufina)
- barátréce (Aythya ferina)
- cigányréce (Aythya nyroca)
- kontyos réce (Aythya fuligula)
- hegyi réce (Aythya marila)
- pehelyréce (Somateria mollissima)
- jegesréce (Clangula hyemalis)
- fekete réce (Melanitta nigra)
- füstös réce (Melanitta fusca)
- kerceréce (Bucephala clangula)
- kis bukó (Mergellus albellus)
- örvös bukó (Mergus serrator)
- nagy bukó (Mergus merganser)
- kékcsőrű réce (Oxyura leucocephala)

## vágómadár-alakúak(Accipitriformes)

### halászsasfélék(Pandionidae)
- halászsas (Pandion haliaetus)

### vágómadárfélék(Accipitridae)
- darázsölyv (Pernis apivorus)
- vörös kánya (Milvus milvus)
- barna kánya (Milvus migrans)
- rétisas (Haliaeetus albicilla)
- szakállas saskeselyű (Gypaetus barbatus)
- dögkeselyű (Neophron percnopterus)
- fakó keselyű (Gyps fulvus)
- barátkeselyű (Aegypius monachus)
- kígyászölyv (Circaetus gallicus)
- barna rétihéja (Circus aeruginosus)
- kékes rétihéja (Circus cyaneus)
- fakó rétihéja (Circus macrourus)
- hamvas rétihéja (Circus pygargus)
- kis héja (Accipiter brevipes)
- karvaly (Accipiter nisus)
- héja (Accipiter gentilis)
- egerészölyv (Buteo buteo)
- pusztai ölyv (Buteo rufinus)
- gatyás ölyv (Buteo lagopus)
- békászó sas (Aquila pomarina)
- fekete sas (Aquila clanga)
- parlagi sas (Aquila heliaca)
- szirti sas (Aquila chrysaetos)
- héjasas (Hieraaetus fasciatus)
- törpesas (Hieraaetus pennatus)

## sólyomalakúak(Falconiformes)

### sólyomfélék(Falconidae)
- fehérkarmú vércse (Falco naumanni)
- vörös vércse (Falco tinnunculus)
- kék vércse (Falco vespertinus )
- Eleonóra-sólyom (Falco eleonorae)
- kis sólyom (Falco columbarius)
- kabasólyom (Falco subbuteo)
- Feldegg-sólyom (Falco biarmicus)
- kerecsensólyom (Falco cherrug)
- vándorsólyom (Falco peregrinus)

## tyúkalakúak(Galliformes)

### fácánfélék(Tetraonidae)
- nyírfajd ((Lyrurus tetrix vagy Tetrao tetrix)
- császármadár (Bonasa bonasia)

### fácánfélék(Phasianidae)
- szirtifogoly (Alectoris graeca)
- fogoly (Perdix perdix)
- fürj (Coturnix coturnix)
- fácán (Phasianus colchicus)

## darualakúak(Gruiformes)

### darufélék(Gruidae)
- daru (Grus grus)

### guvatfélék(Rallidae)
- guvat (Rallus aquaticus)
- haris (Crex crex)
- kis vízicsibe (Porzana parva)
- törpevízicsibe (Porzana pusilla)
- pettyes vízicsibe (Porzana porzana)
- vízityúk (Gallinula chloropus)
- szárcsa (Fulica atra)

## túzokalakúak(Otidiformes)

### túzokfélék(Otididae)
- túzok (Otis tarda)
- reznek (Tetrax tetrax)

## lilealakúak(Charadriiformes)

### csigaforgatófélék(Haematopodidae)
- csigaforgató (Haematopus ostralegus)

### gulipánfélék(Recurvirostridae)
- gulipán (Recurvirostra avosetta)

### ugartyúkfélék(Burhinidae)
- ugartyúk (Burhinus oedicnemus)

### székicsérfélék(Burhinidae)
- székicsér (Glareola pratincola)

### lilefélék(Charadriidae)
- bíbic (Vanellus vanellus)
- Ázsiai pettyeslile (Pluvialis fulva)
- aranylile (Pluvialis apricaria)
- ezüstlile (Pluvialis squatarola)
- parti lile (Charadrius hiaticula)
- kis lile (Charadrius dubius)
- széki lile (Charadrius alexandrinus)
- havasi lile (Charadrius morinellus)

### szalonkafélék(Scolopacidae)
- erdei szalonka (Scolopax rusticola)
- kis sárszalonka (Lymnocryptes minimus)
- nagy sárszalonka (Gallinago media)
- sárszalonka (Gallinago gallinago)
- nagy goda (Limosa limosa)
- kis goda (Limosa lapponica)
- kis póling (Numenius phaeopus)
- vékonycsőrű póling (Numenius tenuirostris)
- nagy póling (Numenius arquata)
- füstös cankó (Tringa erythropus)
- piroslábú cankó (Tringa totanus)
- tavi cankó (Tringa stagnatilis)
- szürke cankó (Tringa nebularia)
- erdei cankó (Tringa ochropus)
- réti cankó (Tringa glareola)
- terekcankó (Xenus cinereus)
- billegetőcankó (Actitis hypoleucos)
- kőforgató (Arenaria interpres)
- sarki partfutó (Calidris canutus)
- fenyérfutó (Calidris alba)
- kis partfutó (Calidris pusilla)
- apró partfutó (Calidris minuta)
- Temminck-partfutó (Calidris temminckii)
- sarlós partfutó (Calidris ferruginea)
- havasi partfutó (Calidris alpina)
- sárjáró (Limicola falcinellus)
- pajzsos cankó (Philomachus pugnax)

### halfarkasfélék(Stercorariidae)
- ékfarkú halfarkas (Stercorarius parasiticus)

### sirályfélék(Laridae)
- viharsirály (Larus canus)
- korallsirály (Larus audouinii)
- dolmányos sirály (Larus marinus)
- ezüstsirály (Larus argentatus)
- heringsirály (Larus fuscus)
- sárgalábú sirály (Larus cachinnans)
- Larus michahellis vagy Larus cachinnans michahellis
- dankasirály (Larus ridibundus)
- vékonycsőrű sirály (Larus genei)
- szerecsensirály (Larus melanocephalus)
- kis sirály (Larus minutus)
- csüllő (Rissa tridactyla)

### csérfélék(Sternidae)
- kacagócsér (Gelochelidon nilotica) vagy (Sterna nilotica)
- lócsér (Sterna caspia)
- kenti csér (Sterna sandvicensis)
- küszvágó csér (Sterna hirundo)
- kis csér (Sterna albifrons)
- fattyúszerkő (Chlidonias hybridus)
- fehérszárnyú szerkő (Chlidonias leucopterus)
- kormos szerkő (Chlidonias niger)

## galambalakúak(Columbiformes)

### galambfélék(Columbidae)
- szirti galamb (Columba livia)
- kék galamb (Columba oenas)
- örvös galamb (Columba palumbus)
- vadgerle (Streptopelia turtur)
- balkáni gerle (Streptopelia decaocto)

## kakukkalakúak(Cuculiformes)

### kakukkfélék(Cuculidae)
- pettyes kakukk (Clamator glandarius)
- kakukk (Cuculus canorus)

## bagolyalakúak(Strigiformes)

### gyöngybagolyfélék(Tytonidae)
- gyöngybagoly (Tyto alba)

### bagolyfélék(Strigidae)
- füleskuvik (Otus scops)
- uhu (Bubo bubo)
- hóbagoly (Bubo scandiacus)
- macskabagoly (Strix aluco)
- uráli bagoly (Strix uralensis)
- kuvik (Athene noctua)
- gatyáskuvik (Aegolius funereus)
- erdei fülesbagoly (Asio otus)
- réti fülesbagoly (Asio flammeus)

## lappantyúalakúak(Caprimulgiformes)

### lappantyúfélék(Caprimulgidae)
- európai lappantyú (Caprimulgus europaeus)

## sarlósfecske-alakúak(Apodiformes)

### sarlósfecskefélék(Apodidae)
- havasi sarlósfecske (Tachymarptis melba)
- sarlósfecske (Apus apus)
- Apus pallidus

## szalakótaalakúak(Coraciiformes)

### jégmadárfélék(Alcedinidae)
- jégmadár (Alcedo atthis)

### gyurgyalagfélék(Meropidae)
- gyurgyalag (Merops apiaster)

### szalakótafélék(Coraciidae)
- szalakóta (Coracias garrulus)

### bankafélék(Upupidae)
- búbos banka (Upupa epops)

## harkályalakúak(Piciformes)

### harkályfélék(Picidae)
- nyaktekercs (Jynx torquilla)
- kis fakopáncs (Dendrocopos minor)
- közép fakopáncs (Dendrocopos medius)
- fehérhátú fakopáncs (Dendrocopos leucotos)
- nagy fakopáncs (Dendrocopos major)
- balkáni fakopáncs (Dendrocopos syriacus)
- háromujjú hőcsik (Picoides tridactylus)
- fekete harkály (Dryocopus martius)
- zöld küllő (Picus viridis)
- hamvas küllő (Picus canus)

## verébalakúak(Passeriformes)

### pacsirtafélék(Alaudidae)
- kalandrapacsirta (Melanocorypha calandra)
- szikipacsirta (Calandrella brachydactyla)
- búbos pacsirta (Galerida cristata)
- erdei pacsirta (Lullula arborea)
- mezei pacsirta (Alauda arvensis)
- havasi fülespacsirta (Eremophila alpestris)

### fecskefélék(Hirundinidae)
- partifecske (Riparia riparia)
- füsti fecske (Hirundo rustica)
- vörhenyes fecske (Hirundo daurica)
- molnárfecske (Delichon urbica)

### billegetőfélék(Motacillidae)
- barázdabillegető (Motacilla alba)
- citrombillegető (Motacilla citreola)
- sárga billegető (Motacilla flava)
- hegyi billegető (Motacilla cinerea)
- sarkantyús pityer (Anthus richardi)
- parlagi pityer (Anthus campestris)
- erdei pityer (Anthus trivialis)
- réti pityer (Anthus pratensis)
- rozsdástorkú pityer (Anthus cervinus)
- havasi pityer (Anthus spinoletta)

### királykafélék(Regulidae)
- sárgafejű királyka (Regulus regulus)
- tüzesfejű királyka (Regulus ignicapillus)

### csonttollúfélék(Bombycillidae)
- csonttollú (Bombycilla garrulus)

### vízirigófélék(Cinclidae)
- vízirigó (Cinclus cinclus)

### ökörszemfélék(Troglodytidae)
- ökörszem (Troglodytes troglodytes)

### szürkebegyfélék(Prunellidae)
- havasi szürkebegy (Prunella collaris)
- erdei szürkebegy (Prunella modularis)

### rigófélék(Turdidae)
- örvös rigó (Turdus torquatus)
- fekete rigó (Turdus merula)
- fenyőrigó (Turdus pilaris)
- szőlőrigó (Turdus iliacus)
- énekes rigó (Turdus philomelos)
- léprigó (Turdus viscivorus)

### szuharbújófélék(Cisticolidae)
- szuharbújó (Cisticola juncidis)

### berkiposzátafélék(Cettiidae)
- berki poszáta (Cettia cetti)

### tücsökmadárfélék(Sylviidae)
- réti tücsökmadár (Locustella naevia)
- berki tücsökmadár (Locustella fluviatilis)
- nádi tücsökmadár (Locustella luscinioides)

### nádiposzátafélék(Acrocephalidae)
- fülemülesitke (Acrocephalus melanopognon)
- csíkosfejű nádiposzáta (Acrocephalus paludicola)
- foltos nádiposzáta (Acrocephalus schoenobaenus)
- cserregő nádiposzáta (Acrocephalus scirpaceus)
- énekes nádiposzáta (Acrocephalus palustris)
- nádirigó (Acrocephalus arundinaceus)
- kis geze (Hippolais caligata)
- olívgeze (Hippolais olivetorum)
- déli geze (Hippolais polyglotta)
- kerti geze (Hippolais icterina)

### füzikefélék(Phylloscopidae)
- fitiszfüzike (Phylloscopus trochilus)
- csilpcsalpfüzike (Phylloscopus collybita)
- Bonelli-füzike (Phylloscopus bonelli)
- balkáni füzike (Phylloscopus orientalis)
- sisegő füzike (Phylloscopus sibilatrix)

### óvilági poszátafélék(Sylviidae)
- barátposzáta (Sylvia atricapilla)
- kerti poszáta (Sylvia borin)
- mezei poszáta (Sylvia communis)
- kis poszáta (Sylvia curruca)
- karvalyposzáta (Sylvia nisoria)
- dalos poszáta (Sylvia hortensis)
- Sylvia crassirostris
- feketetorkú poszáta (Sylvia rueppelli)
- bajszos poszáta (Sylvia cantillans)
- kucsmás poszáta (Sylvia melanocephala)
- törpeposzáta (Sylvia conspicillata)
- bujkáló poszáta (Sylvia undata)

### légykapófélék(Muscicapidae)
- kövirigó (Monticola saxatilis)
- kék kövirigó (Monticola solitarius)
- szürke légykapó (Muscicapa striata)
- kormos légykapó (Ficedula hypoleuca)
- örvös légykapó (Ficedula albicollis)
- félörvös légykapó (Ficedula semitorquata)
- kis légykapó (Ficedula parva)
- vörösbegy (Erithacus rubecula)
- kékbegy (Luscinia svecica)
- vörhenyesfarkú tüskebujkáló (Cercotrichas galactotes)
- házi rozsdafarkú (Phoenicurus ochruros)
- kerti rozsdafarkú (Phoenicurus phoenicurus)
- rozsdás csuk (Saxicola rubetra)
- cigánycsuk (Saxicola rubicola)
- hantmadár (Oenanthe oenanthe)
- déli hantmadár (Oenanthe hispanica)

### Panuridae
- barkóscinege (Panurus biarmicus)

### őszapófélék(Aegithalidae)
- őszapó (Aegithalos caudatus)

### cinegefélék(Paridae)
- füstös cinege (Poecile lugubris vagy Parus lugubris)
- barátcinege (Parus palustris vagy Poecile palustris)
- kormosfejű cinege (Parus montanus vagy Poecile montana)
- fenyvescinege (Parus ater)
- búbos cinege (Parus cristatus vagy Lophophanes cristatus)
- széncinege (Parus major)
- kék cinege (Parus caeruleus vagy Cyanistes caeruleus)

### csuszkafélék(Sittidae)
- csuszka (Sitta europaea)
- szirti csuszka (Sitta neumayer)

### Tichodromadidae
- hajnalmadár (Tichodroma muraria)

### fakuszfélék(Certhiidae)
- hegyi fakusz (Certhia familiaris)
- rövidkarmú fakusz (Certhia brachydactyla)

### függőcinege-félék(Remizidae)
- függőcinege (Remiz pendulinus)

### sárgarigófélék(Oriolidae)
- sárgarigó (Oriolus oriolus)

### gébicsfélék(Laniidae)
- tövisszúró gébics (Lanius collurio)
- nagy őrgébics (Lanius excubitor)
- kis őrgébics (Lanius minor)
- álarcos gébics (Lanius nubicus)
- vörösfejű gébics (Lanius senator)

### varjúfélék(Corvidae)
- szajkó (Garrulus glandarius)
- szarka (Pica pica)
- fenyőszajkó (Nucifraga caryocatactes)
- havasi varjú (Pyrrhocorax pyrrhocorax)
- havasi csóka (Pyrrhocorax graculus)
- csóka (Corvus monedula)
- vetési varjú (Corvus frugilegus)
- kormos varjú (Corvus corone)
- dolmányos varjú (Corvus cornix)
- holló (Corvus corax)

### seregélyfélék(Sturnidae)
- pásztormadár (Sturnus roseus)
- seregély (Sturnus vulgaris)

### sármányfélék(Emberizidae)
- citromsármány (Emberiza citrinella)
- fenyősármány (Emberiza leucocephalos)
- sövénysármány (Emberiza cirlus)
- bajszos sármány (Emberiza cia)
- kerti sármány (Emberiza hortulana)
- rozsdás sármány (Emberiza caesia)
- kucsmás sármány (Emberiza melanocephala)
- nádi sármány (Emberiza schoeniclus)
- sordély (Miliaria calandra vagy Emberiza calandra)

### pintyfélék(Fringillidae)
- erdei pinty (Fringilla coelebs)
- fenyőpinty (Fringilla montifringilla)
- keresztcsőrű (Loxia curvirostra)
- zöldike (Carduelis chloris)
- zsezse (Carduelis flammea)
- csíz (Carduelis spinus)
- tengelic (Carduelis carduelis)
- kenderike (Carduelis cannabina)
- csicsörke (Serinus serinus)
- süvöltő (Pyrrhula pyrrhula)
- meggyvágó (Coccothraustes coccothraustes)

### verébfélék(Passeridae)
- berki veréb (Passer hispaniolensis)
- mezei veréb (Passer montanus)
- kövi veréb (Petronia petronia)
- havasi pinty (Montifringilla nivalis)